# Barry Shear
Pour les articles homonymes, voir Shear.
Barry Shear est un réalisateur et producteur américain né le 23 mars 1923 à New York, New York, mort le 13 juin 1979 à Los Angeles (Californie).

## Filmographie

### comme réalisateur
- 1960 : Around the World with Nellie Bly (TV)
- 1967 : The Karate Killers
- 1968 : Les Troupes de la colère (Wild in the Streets)
- 1968 : Les Règles du jeu ("The Name of the Game") (série TV)
- 1968 : Hawaï police d'État ("Hawaii Five-O") (série TV)
- 1969 : The Bold Ones: The New Doctors (série TV)
- 1969 : L'Envers du tableau (Night Gallery) (TV)
- 1971 : The Todd Killings (en)
- 1971 : Ellery Queen: Don't Look Behind You (TV)
- 1972 : Le Sixième Sens ("The Sixth Sense") (série TV)
- 1972 : Search (série TV)
- 1972 : Les Rues de San Francisco ("The Streets of San Francisco") (série TV)
- 1972 : Jigsaw (série TV)
- 1972 : Short Walk to Daylight (TV)
- 1972 : Cool Million (série TV)
- 1972 : Meurtres dans la 110e Rue (Across 110th Street)
- 1973 : Jarrett (en) (TV)
- 1973 : Le shérif ne pardonne pas (The Deadly Trackers)
- 1974 : Get Christie Love (série TV)
- 1974 : Punch and Jody (TV)
- 1975 : Don Rickles: Buy This Tape You Hockey Puck (vidéo)
- 1975 : Strike Force (TV)
- 1975 : Joe Forrester ("Joe Forrester") (série TV)
- 1976 : Los Angeles, années 30 ("City of Angels") (série TV)
- 1976 : Les Têtes brûlées ("Baa Baa Black Sheep") (série TV)
- 1977 : The Feather and Father Gang (série TV)
- 1977 : The San Pedro Bums (TV)
- 1978 : Keefer (TV)
- 1978 : Crash (en) (TV)
- 1979 : The Billion Dollar Threat (TV)
- 1979 : Undercover with the KKK (TV)
- 1980 : Power (TV)

### comme producteur
- 1962 : The Lively Ones (série TV)
- 1963 : Here's Edie (série TV)
- 1971 : The Todd Killings
- 1972 : Meurtres dans la 110e Rue (Across 110th Street)
- 1975 : Section 4 ("S.W.A.T.") (série TV)